# Tamazight TV
Pour les articles homonymes, voir Tamazight (homonymie).
Tamazight TV (en tifinagh : ⵜⴰⵎⴰⵣⵉⵖⵜ) est une chaîne de télévision publique marocaine créée le 6 janvier 2010, propriété de la Société nationale de radiodiffusion et de télévision. La chaîne a pour objectif la promotion et la préservation de la culture amazighe au Maroc et dans la région de l'Afrique du Nord.

## Diffusion
Les téléspectateurs peuvent recevoir cette chaîne par voie numérique terrestre (TNT) sur tout le territoire national, et par satellite :
- Nilesat : position 7° Ouest 11765 Mhz horizontale  ;
- Hotbird : position 13° Est 10872 Mhz verticale.

Les programmes sont diffusés quotidiennement pendant six heures, entre 18 h et minuit du lundi au vendredi et pendant 10 heures les samedi et dimanche de 14 h à minuit. Ainsi, cette chaîne publique diffuse 70 % au moins de ses programmes en langue amazighe (dans ses trois variantes tachelhit, tarifit et tamazight du Maroc central). La quasi-totalité des programmes de la chaîne sont sous-titrés en langue arabe ou française. Dans sa première grille, « Tamazight » propose régulièrement une programmation de référence généraliste et diversifiée, destinée au public le plus large, allant des débats politiques, économiques et religieux, aux soirées de divertissement et aux émissions pour jeunes et enfants ainsi que des programmes sportifs. Une grille, qui reflète dans son ensemble les valeurs fondamentales auxquelles le peuple marocain est viscéralement attaché: ouverture, tolérance et modernité.
Après une diffusion en phase expérimentale pendant deux mois, la grille des programmes définitive a été lancée le 1er mars 2010.

### France
Depuis le 24 novembre 2015, la chaîne est également diffusée sur le bouquet Free sur le canal 552 (Tamazight TV 8)[réf. souhaitée].

## Programmes
Chaque matin à 7h, une diffusion de l'hymne national suivie d'une lecture coranique à lieu.
- Inɣmisen (journal télévisé en amazighe)
- Anzwi (météo en amazighe)
- Films et téléfilms en amazighe (version originale ou doublage)
- Événements sportifs en direct (Botola...)
- Pièces de théâtre en amazighe
- Concerts en chleuh, zayane, rifain, kabyle
- Dessins animés en amazighe, arabe, français
- Asarag n imziyan (émission pour enfants)
- Timsirin n lislam (programme religieux)
- Programmes d'archives (Al Aoula et 2M : Amouddou...)
- Tiriwriwin (soirée de variété présentée en rifain)
- Tasemɣurt (soirée de variété présentée en zayane et chleuh)
- Abrid n itran (soirée de variété)
- Tissurifin (magazine musical)
- Tirezzaf (clips dédicacés)
- Yaz (initiation au tifinagh et aux langues amazighe)
- Tademsa n tmazirt inu (débat économique en tachelhite)
- Iɣbula (magazine culturel en tachelhite)
- Almuqar n tununt (émission sportive)
- Tiwissi (sitcom en tachelhite)
- Moker (feuilleton amazighe)
- Boutfounaste et les 40 voleurs (feuilleton en tachelhite)
- Dwayer zman (feuilleton)
- Urti n tazart (feuilleton)
- Tarwa n tmazirt (magazine sur la jeunesse)
- Tilgwit (magazine sur les Marocains de l'étranger)
- Nettat (magazine féminin)
- Ma rad necc ass ad (émission culinaire en amazighe)
- Issnt mad tcettat
- Abrid n ternawt (jeu télévisé)
- Udmawen (portraits en amazighe)
- Yat s yat
- Tutlayt inu
- Ikul ijjin
- Amsawad
- Adlis d umara
- Zi tudert n imezdaɣ
- Tawada (documentaire)
- Aqemcac d umsgut (sitcom en amazighe)
- Tar ɣar saht d rhna waha (sitcom en amazighe)
- Ḥmad Lqran (feuilleton amazighe)

Comme pour chaque chaine TV et Radio de la SNRT, la retransmission de la prière du vendredi y est diffusé depuis une mosquée du Royaume, généralement depuis Rabat.

## Galerie

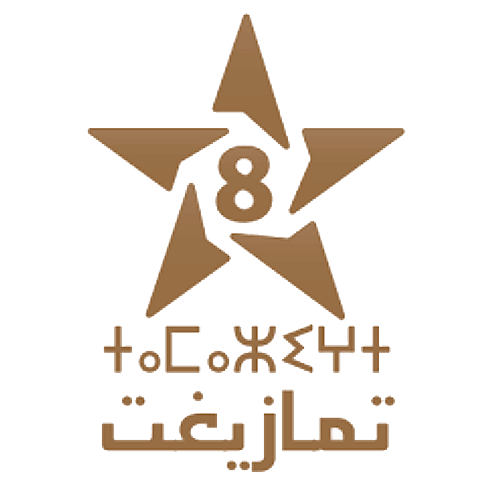
Logo actuel
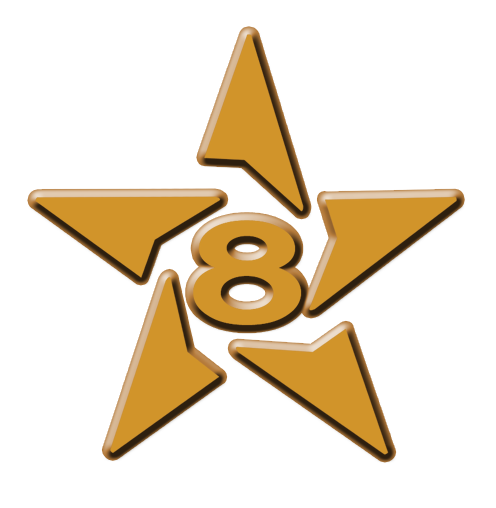
Ancien logo
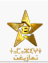
Logo avec un style doré